# 붉은자유꼬리박쥐
붉은자유꼬리박쥐(Chaerephon jobimena)는 큰귀박쥐과에 속하는 박쥐의 일종이다. 마다가스카르섬 서부 지역에서 발견된다. 길이 46~48mm의 전완장(forearm length)을 갖고 있어서 작은사냥개박쥐속(Chaerephon)에 속하는 다른 말라가시 박쥐들보다 약간 크지만 이집트자유꼬리박쥐(Tadarida aegyptiaca)와는 크기가 비슷하다.

## 서식지
알려져 있는 서식지는 해발 고도 50~870m 높이의 열대 건조 탈락성 숲과 가시 숲이다. 나무와 집 그리고 기타 건물 속 둥지에서 살지만 동굴에서는 흔하게 발견되지 않는다.

## 분류
현재 붉은자유꼬리박쥐와 형태학적으로 유사한 종들이 속한 작은사냥개박쥐속(Chaerephon)에 포함시켜 분류하고 있지만, 분자생물학 증거를 통해 밝혀진 붉은자유꼬리박쥐의 근연종은 아프리카와 서남아시아에 분포하는 이집트자유꼬리박쥐(Tadarida aegyptiaca)와 아메리카 대륙에 서식하는 멕시코자유꼬리박쥐(Tadarida brasiliensis)이고, 약 980만년 전에 분기된 것으로 추정하고 있다. 붉은자유꼬리박쥐와 이집트자유꼬리박쥐는 자매종이 되어야 함을 발견했다. 형태학적 유사성은 따라서 외관상 보기에 병렬 또는 수렴 진화로 추정된다. 염기 서열 분석 결과에 의하면, 작은사냥개박쥐속(Chaerephon)과 큰사냥개박쥐속(Mops), 큰귀박쥐속(Tadarida)은 단계통군이 아니지만, 작은사냥개박쥐속에서 붉은자유꼬리박쥐를 제외하고 큰사냥개박쥐속을 더해서 묶으면 단계통군이 됨을 발견했다.

## 보전 생태
흔하게 발견되는 종이 아님에도 불구하고, 네 군데 보호 구역 인근 지역을 포함하여 광범위하게 분포하며, 사람들로부터 침해를 받지 않은 숲 서식지에 의존하는 것으로 간주되지 않는다. 이 때문에 국제 자연 보전 연맹(IUCN)은 관심대상종(LC, least concern species)으로 분류하고 있다. 생계를 위한 사냥때문에 마다가스카르섬 남부 지역에서 멸종 위협을 받고 있다.